# Heiligkreuzsteinach
Heiligkreuzsteinach este o comună din landul Baden-Württemberg, Germania.